# La guerre du Golfe n'a pas eu lieu
La guerre du Golfe n'a pas eu lieu, tradotto parzialmente in italiano da Tiziana Villani nel libro Guerra virtuale e guerra reale: riﬂessioni sul conﬂitto del golfo, è una raccolta di tre brevi saggi di Jean Baudrillard pubblicati sul quotidiano francese Libération e sulla rivista britannica The Guardian tra gennaio e marzo 1991.
Mentre l'autore riconosce che gli eventi e la violenza di ciò che è stato chiamato la guerra del Golfo ebbe luogo, chiede se gli eventi che si sono verificati fossero davvero come sono stati presentati e se poteva essere chiamata una guerra. Il titolo è un riferimento alla commedia La guerra di Troia non si farà di Jean Giraudoux (in cui i personaggi tentano di prevenire ciò che il pubblico sa essere inevitabile).

## il saggio
- Parte 1, "La guerra del Golfo non avrà luogo" (La Guerre du Golfe N'aura Pas Lieu) è stata pubblicata in Libération il 4 gennaio 1991.
- Parte 2, "La guerra del Golfo non sta davvero avvenendo" (La Guerre du Golfe a-T-elle vraiment Lieu?) È stata pubblicata in Libération il 6 febbraio 1991 e
- Parte 3, "La guerra del Golfo non ha avuto luogo" (La Guerre du Golfe n'a pas eu lieu) è stata pubblicata in Libération il 29 marzo 1991.

I tre saggi di Libération e The Guardian furono pubblicati prima, durante e dopo la guerra del Golfo e furono intitolati di conseguenza: durante l'accumulo militare e retorico americano come "la guerra del Golfo non avverrà"; Durante l'azione militare come "la guerra del Golfo non sta avvenendo" e dopo la fine dell'azione, "la guerra del Golfo non ha avuto luogo". Un libro di versioni allungate degli articoli originali troncati in francese è stato pubblicato nel maggio 1991.

## Riepilogo
Baudrillard sostenne che la guerra del Golfo non era una vera guerra, ma piuttosto un'atrocità che si mascherava come una guerra. Usando la schiacciante potenza aerea, i militari americani perlopiù non sono stati impiegati direttamente in combattimento contro l'esercito iracheno e hanno subito poche vittime. Quasi nulla è stato reso noto sulle morti irachene. Pertanto, il combattimento "non ha avuto luogo" dal punto di vista dell'Occidente. Inoltre, tutto ciò che gli spettatori hanno avuto modo di sapere della guerra era sotto forma di immagini di propaganda. Le presentazioni dei media attentamente controllate hanno reso impossibile distinguere tra l'esperienza di ciò che è realmente accaduto nel conflitto e il suo travisamento stilizzato e selettivo attraverso i simulacri.